# Irenidae (Sibley)
Famille
Traditionnellement, la famille des irénidés (ou Irenidae) comprend seulement les 2 espèces d'oiseaux bleus des fées.
Dans la classification de Sibley et Monroe (1993), basée sur l'hybridation de l'ADN, cette famille comprend aussi les verdins, formant auparavant la famille des chloropséidés.

## Liste alphabétique des genres
- Chloropsis Jardine & Selby, 1827
- Irena Horsfield, 1821

## Liste des espèces
N.B. : l'ordre de cette liste n'est pas aléatoire, il correspond à des liens de parenté entre les différentes espèces (phylogénie). Elle a été établie à partir des listes d'Alan P. Peterson et de la Commission internationale des noms français des oiseaux (Cinfo).
- Verdin à ailes jaunes — Chloropsis flavipennis (Tweeddale, 1878) — Philippine Leafbird
- Verdin de Palawan — Chloropsis palawanensis (Sharpe, 1877) — Yellow-throated Leafbird
- Verdin de Sonnerat — Chloropsis sonnerati Jardine & Selby, 1827 — Greater Green Leafbird
- Verdin barbe-bleue — Chloropsis cyanopogon (Temminck, 1830) — Lesser Green Leafbird
- Verdin à tête jaune — Chloropsis cochinchinensis (Gmelin, 1789) — Blue-winged Leafbird
- Verdin à front d'or — Chloropsis aurifrons (Temminck, 1829) — Golden-fronted Leafbird
- Verdin de Hardwick — Chloropsis hardwickii Jardine & Selby, 1830 — Orange-bellied Leafbird
- Verdin à front bleu — Chloropsis venusta (Bonaparte, 1850) — Blue-masked Leafbird
- Irène à ventre bleu — Irena cyanogaster (Vigors, 1831) — Philippine Fairy-bluebird
- Irène vierge ou Oiseau bleu des fées — Irena puella (Latham, 1790) — Asian Fairy-bluebird